# Beta Columbae
β Columbae (Beta Columbae, β Col) ist ein Stern der Spektralklasse K1 mit einer scheinbare Helligkeit von 3,1 mag. Er ist ca. 87 Lichtjahre von der Erde entfernt.
Der Stern trägt den Eigennamen Wazn / Wezn (von arab. „Gewicht“).
Die IAU Working Group on Star Names (WGSN) hat am 20. Juli 2016 den Eigennamen Wazn als standardisierten Eigennamen für diesen Stern festgelegt.